# Paradiso TI
| TI ist das Kürzel für den Kanton Tessin in der Schweiz. Es wird verwendet, um Verwechslungen mit anderen Einträgen des Namens Paradiso zu vermeiden. |

Paradiso (bis 1929 Calprino) ist eine politische Gemeinde im Schweizer Kanton Tessin. Sie bildet zugleich den Kreis Paradiso und gehört zum Bezirk Lugano.

## Geographie

Luftbild aus 400 m von Walter Mittelholzer (1919)

Capo San Martino. Historisches Luftbild von Werner Friedli (1950)

Paradiso liegt am Luganersee am Fusse des Monte San Salvatore. Die auf schweizerischem Gebiet nur an Lugano angrenzende Gemeinde geht nahtlos in diese über und wird daher fälschlicherweise oft nur als Stadtteil Luganos angesehen.
Paradiso hat eine internationale Seegrenze mit der italienischen Exklave und Gemeinde Campione d’Italia. 

## Geschichte und Ortsname
Die Gemeinde heisst erst seit 1929 Paradiso, davor hiess sie jahrhundertelang Calprino. Die Fraktionen Calprino (am Nordhang des Monte San Salvatore), Fontana (am See) und Guidino (ebenfalls am Nordhang des Monte San Salvatore, aber östlich von Calprino gelegen) sind jeweils aus dem 12. bis 14. Jahrhundert erstmals bezeugt; die ebenfalls am See gelegene Fraktion Paradiso wird erstmals 1713 als «Paradiso di Fontana» erwähnt.
In Fontana wurde im Juli 1924 ein Grab wahrscheinlich etruskischen Ursprungs entdeckt. 1591 besass Fontana eine dem heiligen Eusebius geweihte Kapelle, die heute Santa Maria della Gerretta heisst.

## Bevölkerung
Einwohnerzahlen: Volkszählungsdaten

## Politik
- SP/Grüne/Più Donne: 4
- Mitte: 2
- FDP/GLP: 11
- Lega/SVP: 3

Die Legislative von Paradiso ist der Consiglio comunale (Gemeindeparlament), der 20 Sitze umfasst. Die Zusammensetzung für die Legislaturperiode 2024–2028 (Wahlen vom 14. April 2024, Grafik rechts): 11 Partito Liberale Radicale (FDP) / Verdi Liberali (GLP); 4 PS (SP) / Verdi (Grüne) / Più Donne; 2 Il Centro (Die Mitte),  3 Lega / UDC (SVP).
Die Exekutive bildet der siebenköpfige Municipio (Gemeinderat). Für die Legislaturperiode 2024–2028 setzt er sich wie folgt zusammen: 4 FDP/Grünliberale, 1 Mitte, 1 Lega/SVP, 1 SP/Grüne/Più Donne. Ihm steht seit 2015 als Sindaco (Gemeindepräsident) Ettore Vismara (FDP) vor.

## Wappen
| Wappen von Paradiso | Blasonierung: «Im geteilten Schild, oben in Grün ein gold bewehrter und bezungter, wachsender goldener Löwe, unten in Silber drei grüne Wellenbalken.» |
| Wappen von Paradiso | |

## Wirtschaft und Verkehr
Bis Mitte des 20. Jahrhunderts war Paradiso mit seinen an der Uferpromenade gelegenen Hotels ein im Vergleich zum geschäftigen Lugano ruhiger Erholungsort. Anfänglich wurde der Ort durch die Strassenbahn Lugano bedient, auf die der inzwischen ebenfalls eingestellte Trolleybus Lugano folgte. Inzwischen sind Paradiso und Lugano mit einer Autobuslinie verbunden. Es gibt ferner eine Schiffsverbindung zum Luganeser Debarcadero Centrale (der Hauptschiffsanlegestelle) sowie einen zwei Kilometer langen, aussichtsreichen Fussweg, den «Lungolago».
Nicht nur Hotels bestimmten Paradiso, sondern auch zahlreiche Villen in Hanglage (etwa die Villa Mersmann), hinter denen zugleich mit der Eröffnung der Gotthardbahn der Bahnhof Paradiso eingerichtet wurde. Die Uferstrasse verläuft von Paradiso entlang des Sees, unterhalb der Felswände des Monte San Salvatore, nach dem Ponte Diga, der Brücke zum Ostufer. Dort in Bissone gibt es eine Abzweigung nach Campione d’Italia, einer italienischen Enklave mit bekanntem Spielcasino. Hauptstrasse, Autobahn und Bahn verlaufen nun weitgehend parallel bis Chiasso, dem schweizerisch-italienischen Grenzort. Vor der Seebrücke bei Melide biegt die westliche Seeuferstrasse ab zum alten Handelsplatz und Fischerort Morcote.
Seit 1980 wurde Paradiso vom starken Durchgangsverkehr abschnittsweise durch den Bau der Autobahn entlastet, die von Paradiso Centro ausgehend, den Monte San Salvatore bis Ponte Diga untertunnelt und in Chiasso das Schweizer Autobahnnetz mit dem italienischen verbindet.
Zum Ende des 20. Jahrhunderts wandelte Paradiso sein Gesicht. An die Stelle historischer, teils behäbiger Hotels traten und treten zunehmend Grossbauten, die sowohl von Dienstleistern genutzt werden als auch Wohneigentum mit Seeblick anbieten.

## Tourismus
Für Touristen ist Paradiso vor allem wegen der Talstation der San-Salvatore-Bahn von Bedeutung. Vom Monte San Salvatore (912 m ü. M.) aus hat man Aussicht über Lugano und den Luganersee. Viel genutzt wird der Wanderweg, der vom Gipfel südwärts nach Carona führt, mit dem dortigen Freischwimmbad und einem umfassenden Blick bis zum Monte Rosa. Von Carona aus ist auch der Alpengarten Parco San Grato leicht zu erreichen. Gleiches gilt für die landschaftlich wie kulturhistorisch interessante Collina d’Oro, welche eine Halbinsel im Luganersee bildet.

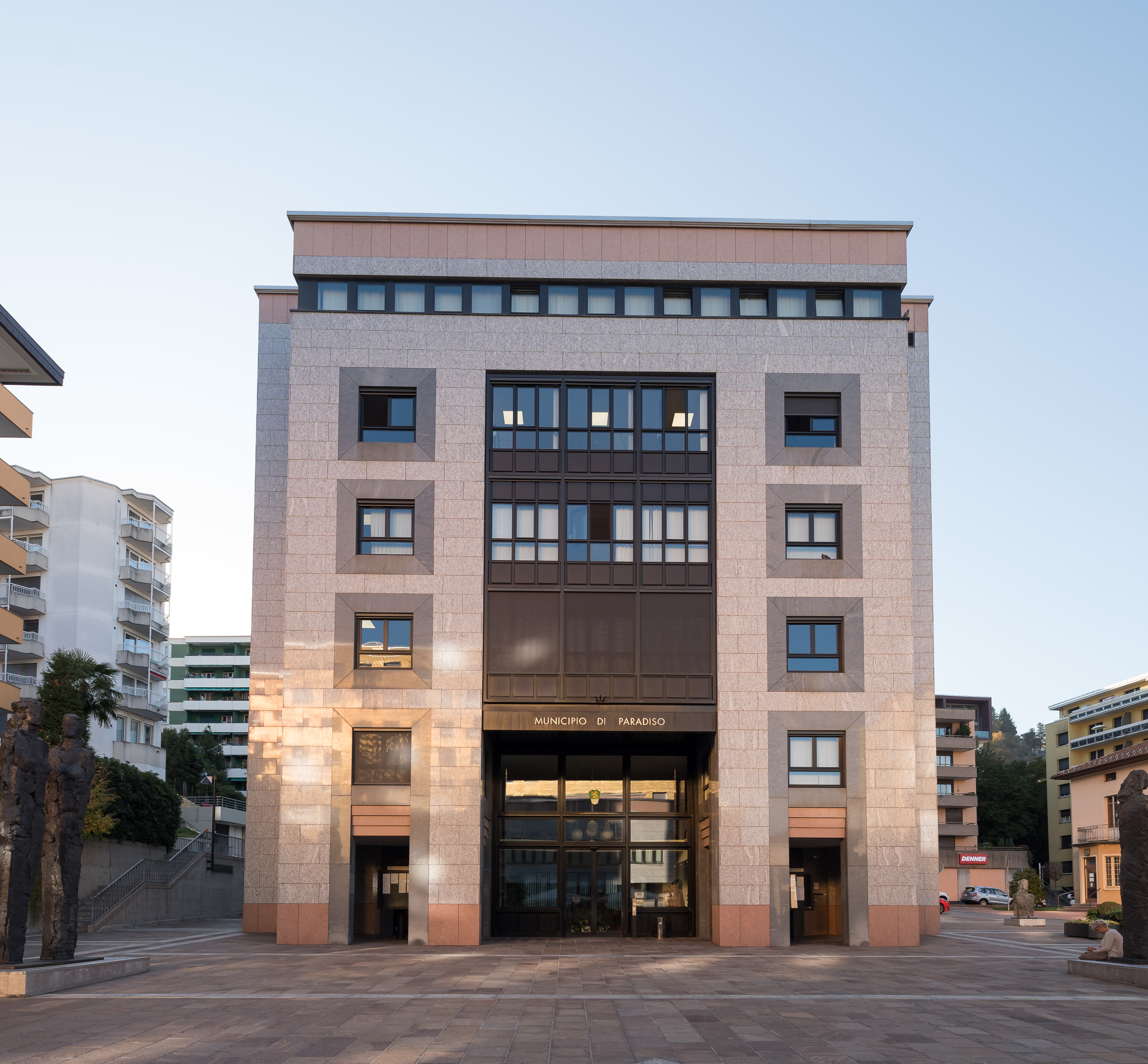
Rathaus von Paradiso

## Sehenswürdigkeiten
- Kirche Spirito Santo[11]
- Kapelle Santa Maria della Gerretta
- Palazzo Roeschli, Architekt: Arnoldo Ziegler[11]
- Hotel Victoria au Lac[11]
- Centro Cinque Continenti, Architekt: Mario Botta[11]
- historischer Palazzo[11]
- Castello Cattaneo, Architekt: Gino Coppedè[11]
- Villa Antonietti im Ortsteil Morchino[11]
- Uferanlage mit Wasserträgerin-Brunnen

## Persönlichkeiten
- Antonio Barzaghi-Cattaneo (1834–1922), Kunstmaler
- Luciano Zuccoli (1868–1929), Journalist, Schriftsteller
- Totò (1898–1967), italienischer Schauspieler, Drehbuchautor und Liedtexter
- Filippo Boldini (* 13. November 1900; † 28. Oktober 1989 in Lugano), Kunstmaler, Freskomaler, Mosaikarbeiter[12][13][14][15]
- Adriana Ramelli (* 22. April 1908 (Adele) in Paradiso; † 4. März 1996 in Lugano), Tochter des Bernardo, studierte Altphilologie an der Universität Pavia, Leiterin der Kantonsbibliothek Lugano[16][17]
- Vinicio Salati (* 9. Juli 1908 in Paradiso; † 27. Oktober 1994 in Lugano), Anarchist, Journalist, Freiwilliger im Spanischen Bürgerkrieg, Dichter, Schriftsteller, Träger des Schillerpreises, Musiker[18][19][20]
- Giuseppe Brazzola (* 3. Januar 1927 in Paradiso; † 8. November 2015 in Paradiso), Architekt
- Duilio Arigoni (1928–2020), aus Gentilino, Chemiker, Ehrenbürger von Paradiso
- Eugenio Filippini (* 1928 in Airolo; † 8. Juli 2016 in Paradiso) war ein Schweizer Offizier, Instruktionsoffizier der Infanterie, Brigadier, ehemaliger Kommandant der Grenzbrigade 9
- Corrado Kneschaurek (* 1949), Hotelier in Paradiso, Präsident der Hotellerie Suisse, Sezione Ticino, Politiker (FDP), Gemeinderat von Muzzano TI[21]

## Sport
- Football Club Paradiso[22]

## Bilder

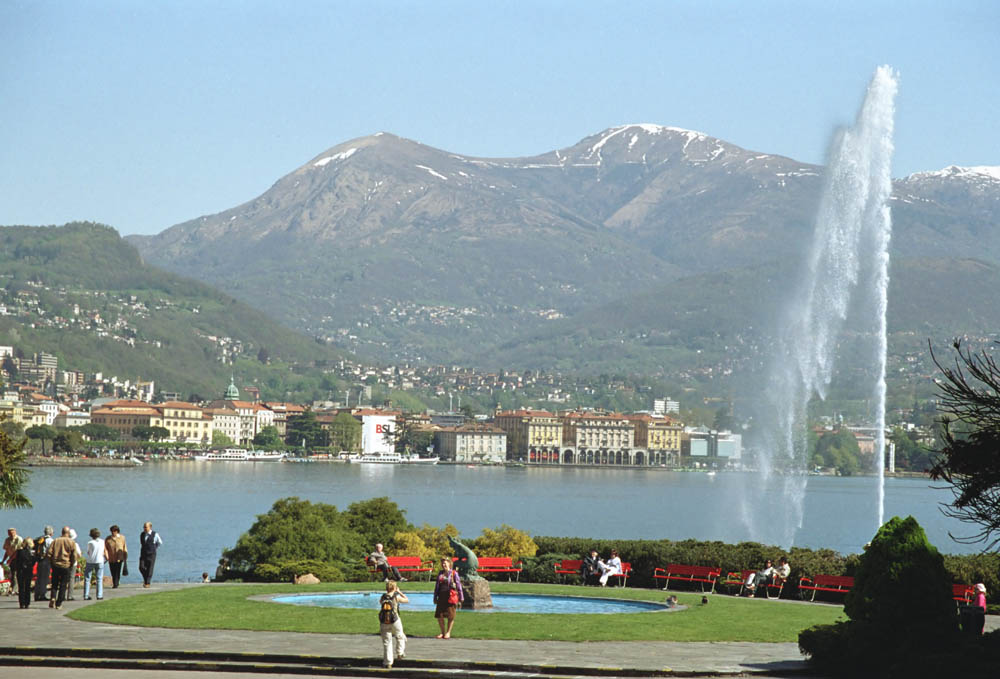
Bucht von Lugano, von Paradiso aus gesehen
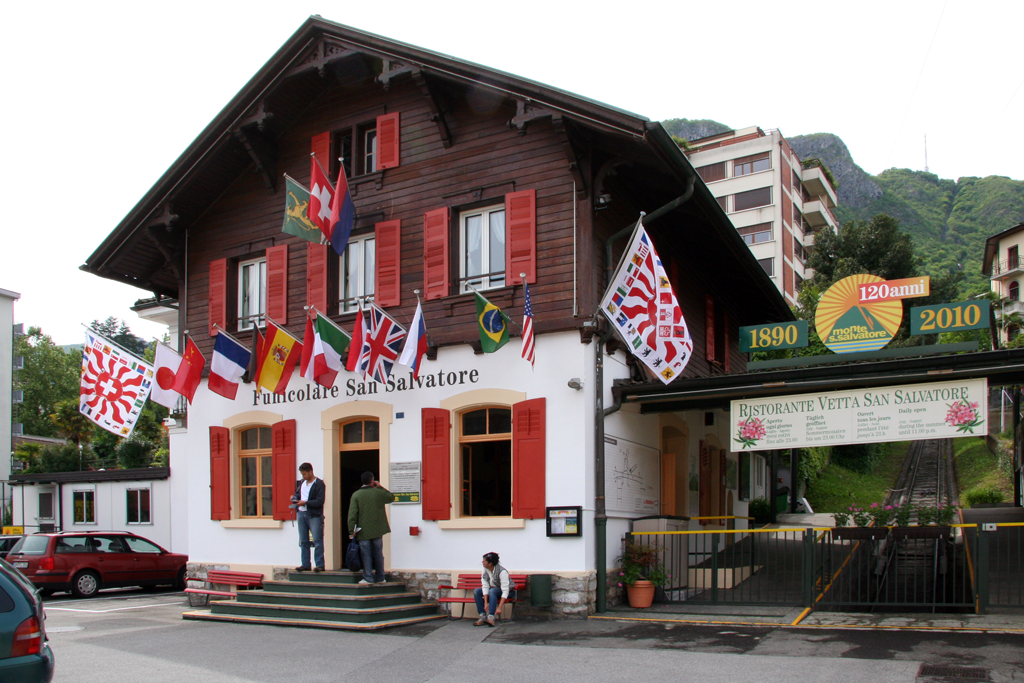
Talstation der San-Salvatore-Bahn
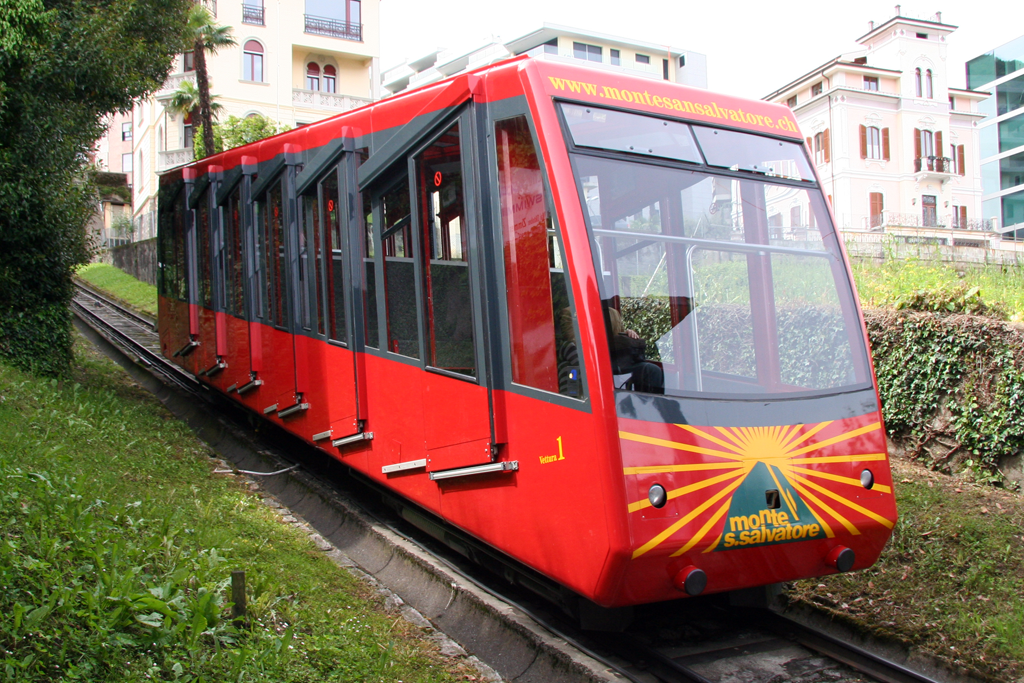
Wagen der San-Salvatore-Bahn
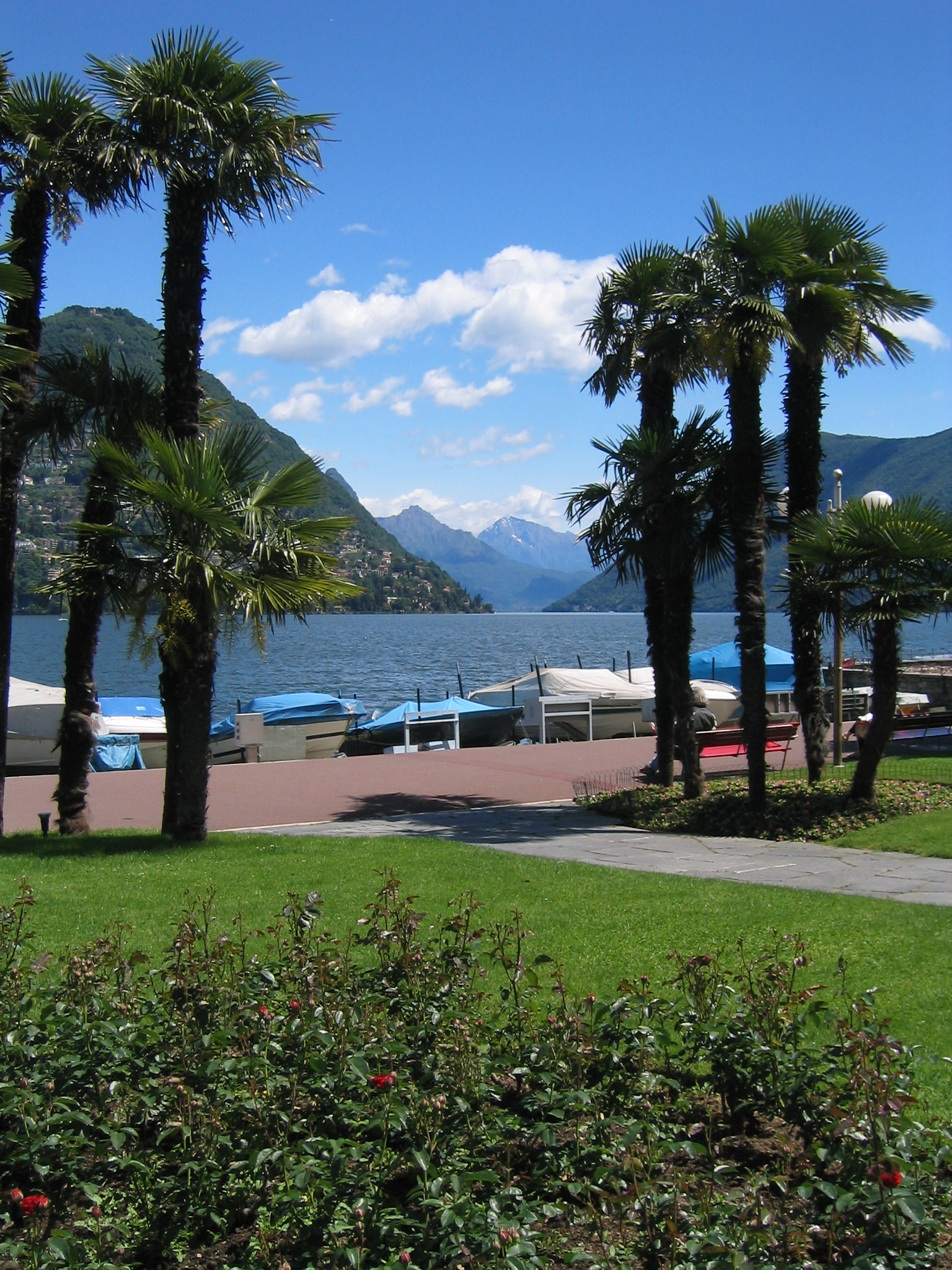
Blick vom Lungolago (Seepromenade) auf den östlichen Seearm
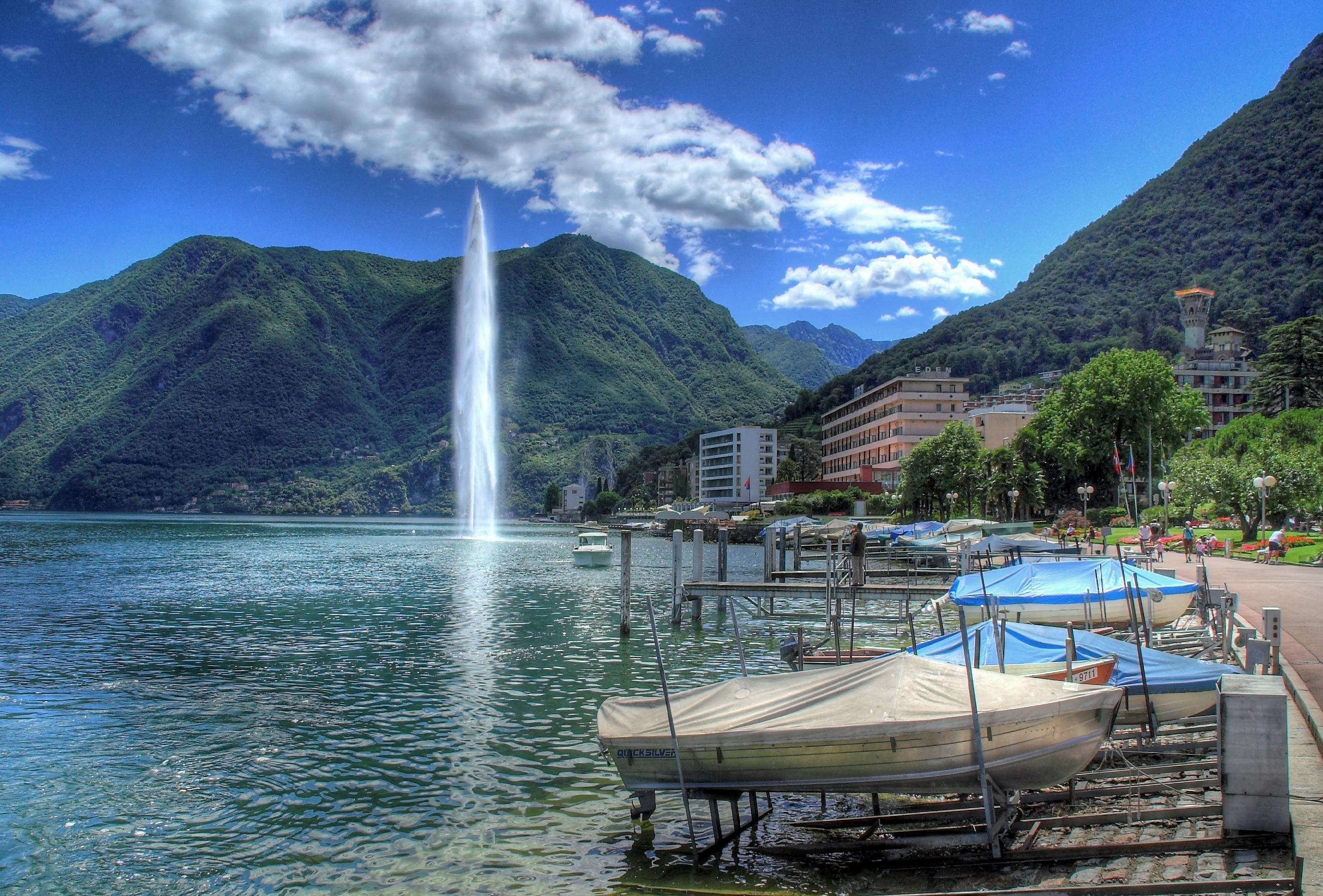
Blick auf Monte Sighignola (hinter der Fontäne)
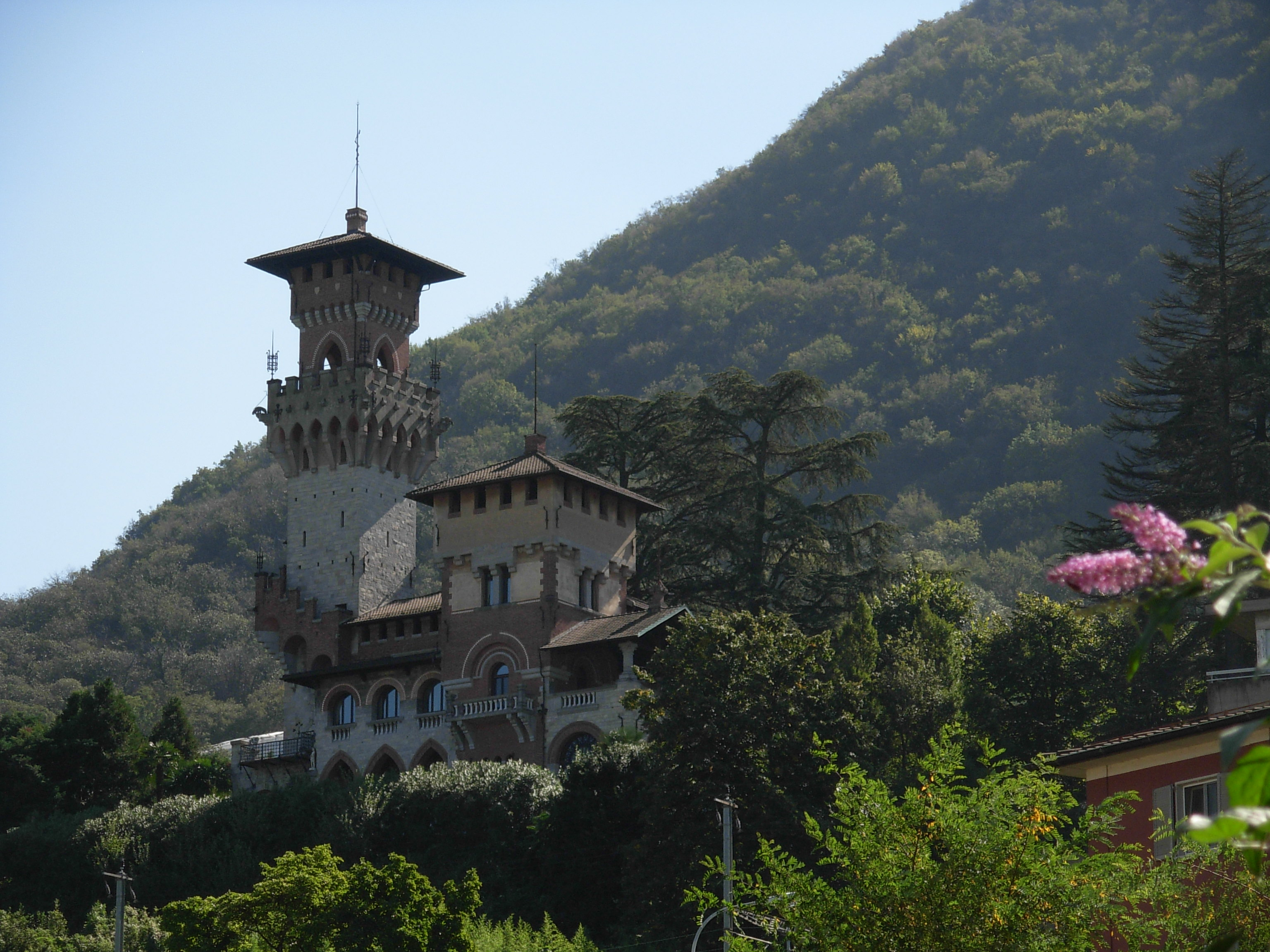
Castello Cattaneo
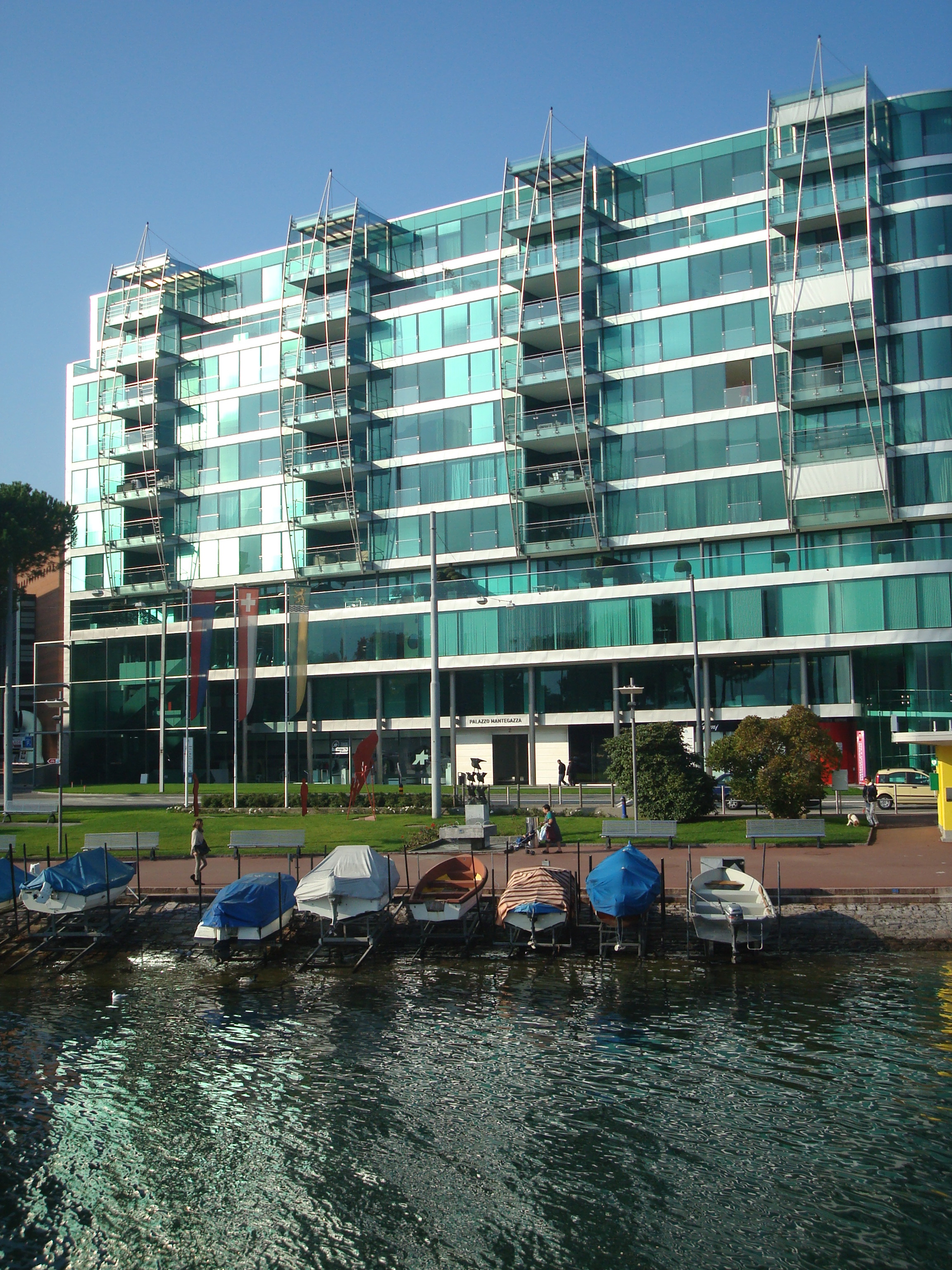
Palazzo Mantegazza
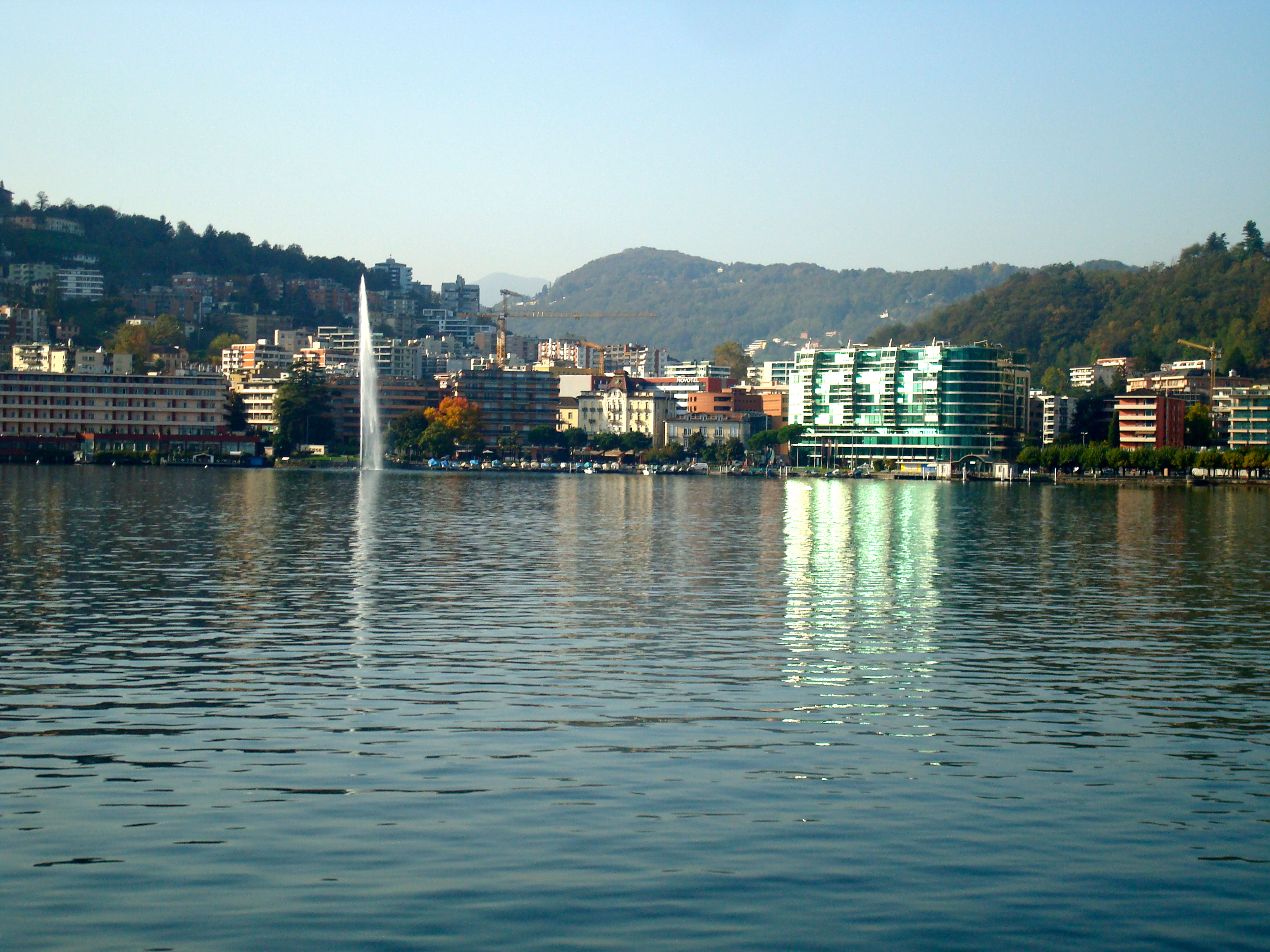
Paradiso
Standseilbahn Monte San Salvatore nach 1890